# BHエンターテインメント
BHエンターテインメント（ビーエイチエンターテインメント、朝: BH 엔터테인먼트、英: BH Entertainment）は、韓国の芸能事務所。主に俳優のマネジメントを行っている。

## 所属

### 男優
- イ・ビョンホン (創業者)
- ユ・ジテ
- コ・ス
- チン・グ
- パク・ソンフン
- イ・ジヌク
- イ・ヒジュン
- ショーン・リチャード（朝鮮語版）
- ピョン・ウソク
- ウ・ヒョグァン（朝鮮語版）
- パク・ジニョン
- パク・ヘス
- チャン・ドンユン

### 女優
- ハン・ヒョジュ
- ハン・ガイン
- ハン・ジミン
- キム・ゴウン
- アン・ソヒ
- チュ・ジャヒョン（朝鮮語版）
- イ・ジア
- キム・ヨンジ
- 唐田えりか
- コン・スンヨン
- パク・ジフ
- パク・ボヨン

## 過去の所属俳優
- トンハ
- イ・ウォングン
- イム・ファヨン
- シム・ウンギョン
- ぺ・スビン
- ハ・ヨンス
- ヒョン・ジュニ
- チャン・ヨンナム